# دل‌باخته (فیلم ۱۹۹۹)
دل‌باخته (به هندی: Dillagi) فیلمی محصول سال ۱۹۹۹ و به کارگردانی سانی دیول است. در این فیلم بازیگرانی همچون سانی دیول، بابی دیول، ماهیما چودری، اورمیلا ماتوندکار، زهرا سگهال، پریتی زینتا، سوشمیتا موکرجی، دارا سینگ، راجندرانات زوتشی، دیپشیکها ناگپال، کولبوشان کارباندا، ریما لاگو ایفای نقش کرده‌اند.
این فیلم در ایران توسط مؤسسه رسانه‌های تصویری دوبله و پخش شده‌است.